# Kurobe, Toyama
Kurobe (黒部市 (Hắc Bộ thị) Kurobe-shi) là một thành phố thuộc tỉnh Toyama, Nhật Bản.